# El destí de Júpiter
El destí de Júpiter (títol original en anglès, Jupiter Ascending) és una pel·lícula space opera del 2015 escrita, produïda i dirigida per les Germanes Wachowski. Coproduïda pels Estats Units, Regne Unit i Austràlia, la cinta és protagonitzada per Mila Kunis, Channing Tatum i Eddie Redmayne. La història se centra en Jupiter Jones (Kunis), una noia normal que viu a Chicago netejant cases, i Caine Wise (Tatum), un soldat interplanetari que la busca per protegir-la i descobrir-li un destí que s'estén més enllà de la Terra. La pel·lícula es va doblar i subtitular al català.

## Argument
Al principi de la història, els habitants de la Terra no són conscients que l'espècie humana a la Terra i molts altres planetes va ser creada per la indústria intergalàctica amb l'objectiu segles més tard de fer-ne "la collita", un procés que es duu a terme en tots aquells planetes on l'espècie està madura i a punt per ser recollida i produir el "sèrum de la joventut". Després de la mort de la matriarca de la Casa dels Abrasax, la dinastia més poderosa de totes les galàxies, els seus fills, Balem (Eddie Redmayne), Kalique (Tuppence Middleton) i Titus (Douglas Booth), es disputen l'herència de la seva mare. Així, Balem rep una enorme refineria a Júpiter i Titus declara la seva intenció de desmantellar el comerç del sèrum de la joventut, en el qual la Terra serà la seva propera collita. Mentrestant, Jupiter Jones (Mila Kunis) explica com el seu pare, Maximilian Jones (James D'Arcy), va conèixer la seva mare, Aleksa (Maria Doyle Kennedy), a Sant Petersburg. Després que Maximilian fos assassinat durant un robatori a casa seva, Aleksa posa a la seva filla el nom de Júpiter, el planeta preferit del seu pare, i es traslladen a viure a Chicago amb la seva família.
Anys més tard, la Jupiter treballa amb l'Aleksa i la seva tia Nino (Frog Stone) netejant les cases dels seus veïns rics. Per tal de comprar un telescopi, la Jupiter decideix donar els seus òvuls amb l'ajuda del seu cosí Vladie (Kick Gurry), fent servir el nom d'una de les seves clientes, la Katharine Dunlevy (Vanessa Kirby). Mentre està arreglant la casa de la Katharine, aquesta és atacada per vigilants extraterrestres i a la Jupiter li esborren la memòria del seu record. Durant la donació d'òvuls, es descobreix que els metges i les infermeres que l'estaven tractant eren, en realitat, agents de Balem, enviats per matar-la. Però, Caine Weis (Channing Tatum), un caçador i ex-legionari enviat per Titus aconsegueix salvar-la. Stinger Apini (Sean Bean), un antic company d'en Caine, accedeix a ajudar-la. Però un grup de caçadors la segresten i se l'emporten al palau de Kalique, on la filla de la Casa dels Abrasax explica a la Jupiter que té la genètica idèntica a la de la seva difunta mare i, per tant, té el dret de propietat sobre la Terra. Mentrestant, ajudat per la Capitana Diomika Tsing (Nikki Amuka-Bird) dels Aegis (una força policial intergal·làctica), en Caine la treu de Kalique i la porta al planeta Ores (la capital planetària) perquè pugui reclamar la seva herència.
Mentrestant, Balem envia a Greeghan (Ariyon Bakare) a segrestar la família de Jupiter. Titus, pel seu costat, atura a la Jupiter i en Caine, a qui revela els seus plans de casar-se amb la noia i després matar-la per tal d'heretar la Terra abans de llançar-lo al buit; però en Caine sobreviu i salva a la Jupiter en el moment d'arribar a l'altar. La Jupiter li demana que la porti a casa, però allà es troba que la seva família ha estat segrestada. A la recerca de la seva família, Jupiter arriba a la refineria que Balem té; allà, ell li proposa que li doni la Terra a canvi de la seva família. Tanmateix, adonant-se que Balem pot fer la "collita" a la Terra només donant el seu permís, Jupiter s'hi nega. Davant la seva reticència, Balem intenta matar-la; Durant la lluita però, Caine la rescata mentre la refineria esclata amb Balem en el seu interior. La família de la Jupiter és retornada a casa seva sense cap record dels fets passats. Jupiter, per la seva banda, torna a la seva vida normal mentre manté secretament la propietat de la Terra i la seva relació amb Caine.

## Repartiment
| Intèrpret       | Personatge    |
| --------------- | ------------- |
| Mila Kunis      | Jupiter Jones |
| Channing Tatum  | Caine Wise    |
| Eddie Redmayne  | Balem Abrasax |
| Sean Bean       | Stinger Apini |
| Gugu Mbatha-Raw | Famulus       |

## Producció

### Desenvolupament
El 2009, el president de Warner Bros. Jeff Robinov va temptar les germanes Wachowski amb la idea de crear una propietat intel·lectual original que esdevingués una franquícia. El seu desenvolupament va començar dos anys més tard, amb els equips de producció i d'efectes especials iniciant els treballs de pre-producció basats en un primer esborrany del guió, mentre els dos germans Wachowski continuaven rodant escenes del seu futur Cloud Atlas. La seva història estava parcialment inspirada en el llibre preferit de la Lana, l'Odissea.Em feia molt emocional va dir-ne la Lana. Tot el concepte d'aquests viatges espirituals que et canvien. Una altra inspiració va ser El màgic d'Oz que la Lana contrasta amb l'Odissea. El personatge de la Dorothy és molt igual al principi i al final. En canvi, Odisseu viu un viatge èpic a través de la seva identitat. Els Wachowski mateixos van descriure l'argument de la pel·lícula com un esforç de revertir el clàssic heroi de ciència-ficció que està emocionalment retingut i és fort i estoic Per contra, van intentar crear una nova forma d'heroïna de ciència-ficció en el gènere espacial. […] Estàvem com, Podem fer un personatge femení diferent com la Dorothy o l'Alícia? Personatges que negocien conflictes i situacions complicades amb intel·ligència i empatia?' Sí, la Dorothy té un protector, en Toto, que sempre està bordant a tothom. I aquest va ser l'origen d'en Caine.

### Disseny de producció
El productor Grant Hill i el supervisor d'efectes especials Dan Glass van notar que els Wachowskis no es repeteixen. Hill va descriure el disseny com un rodatge original amb la mirada posada en el paisatge espacial, mentre que Glass va comentar que va rebre més influències de les ciutats europees que dels fonaments de la ciència-ficció. Exemples inclouen l'arquitectura renaixentista, el vidre modern i l'art gòtic.

### Rodatge
La pel·lícula va ser una coproducció entre Warner Bros. dels Estats Units i l'estudi australià Village Roadshow Pictures. Finançament addicional es va aconseguir gràcies a RatPac Dune. Roberto Malerba i Bruce Berman van ser-ne els productors executius. La fotografia principal va començar als estudis de la Warner a Leavesden el 2 d'abril de 2013. El rodatge també va tenir lloc a la Catedral d'Ely a Anglaterra.
La producció va tenir lloc als estudis de Londres durant el mes de juny i després es va traslladar a diferents localitzacions de Chicago a finals de juliol i agost. Rodatges menors que aclarissin l'argument van fer-se durant el gener i maig de l'any següent, l'últim dels quals va ser a Bilbao.

## Guardons
| Premi               | Categoria                                     | Receptors i nominats | Resultats |
| ------------------- | --------------------------------------------- | -------------------- | --------- |
| Kids' Choice Awards | Estrella d'acció masculina preferida          | Channing Tatum       | Nominat   |
| Teen Choice Awards  | Actor de pel·lícula: Ciència-ficció/Fantasia  | Channing Tatum       | Nominat   |
| Teen Choice Awards  | Actriu de pel·lícula: Ciència-ficció/Fantasia | Mila Kunis           | Nominat   |